# Zoquillos (EP)
«Zoquillos» es la única referencia que editó el grupo de punk-rock madrileño Zoquillos a principios de 1983.
EL sencillo se grabó los días 10 y 11 de noviembre de 1982 en los estudios Doublewtronics, en Madrid y apareció en formato de vinilo de 7" a 45 rpm. Estaba formado por tres canciones: «Atrapado en la telaraña», «Ella sabe (lo que tiene que hacer)») y «Kung-Fu Cowboy», esta última una versión de Alan Vega (de Suicide). El propio Alan Vega elogió públicamente la versión de los madrileños.
El sencillo fue editado originalmente por Spansuls. En 2007 fue reeditado por el sello Munster Records, en formato vinilo y con portada y encarte originales. La tirada fue de una edición limitada a 600 copias.

## Lista de canciones

### Cara W[3]
1. «Atrapado en la telaraña»
(Montesinos/Lorenzo-Arroyo/Sela/De la Vega)
2. «Ella sabe (lo que tiene que hacer)»)
(Montesinos/Lorenzo-Arroyo/Sela/De la Vega)

### Cara Y
1. «Kung-Fu Cowboy»
(Letra: P. Sela. Música: Alan Vega.)

## Personal
- Pablo S. Hoffmann (Pablo Sela) - Voz y guitarra
- Jesús de la Vega - Guitarra
- Ernesto Montesinos - Bajo
- Antonio Lorenzo Arroyo - Batería
- Ulises: saxo en «Atrapado en la telaraña».
- César Scappa: sintetizador en «Kung-Fu Cowboy».

### Personal técnico
- César Scappa: producción.
- Jesús Gómez: técnico de sonido.
- Jesús de la Vega: portada.
- Luis Alas y Otto Franz: fotografías.